# Константин Диоген (сын Романа IV)
Константин Диоген (греч. Κωνσταντίνος Διογένης; погиб в 1073) — один из сыновей византийского императора Романа IV Диогена.

## Биография
Константин был сыном Романа IV Диогена и его первой жены-болгарки, дочери Алусиана. Он был лишён прав наследования, когда его отец женился на вдовствующей императрице Евдокии Макремволитиссе в 1068 году. Он был назван в честь его деда, военачальника Константина Диогена (умер в 1032).
Анна Далассина, жена брата покойного императора Исаака I Комнина, презирала императорскую семью Дуков. Она считала, что Дуки узурпировали трон, заставив императора Исаака отречься от престола, а её мужа Иоанна Комнина отказаться от возможности стать императором. Анна Далассина думала, что они погубят страну. Поэтому Анна устроила заговор с Романом Диогеном и другими, чтобы сместить несовершеннолетнего Михаила VII Дуку. Роман Диоген был провозглашён императором и женился на вдовствующей императрице Евдокии Макремволитиссе. Чтобы укрепиться на троне также был устроен брак Константина: в качестве невесты для него выбрали дочь Иоанна Комнина и Анны Далассины, Феодору. Их дочь Анна Диогенисса вышла замуж за великого жупана Рашки Уроша Вукановича.
Константин погиб в бою в 1073 году. В 1090-х годах объявился Лже-Константин, который вторгся в Византийскую империю с помощью половцев в 1095 году.